# Медведевка (Озёрский городской округ)
Медведевка (до 1938 — Мульджелен (нем. Muldszehlen), до 1947 — Мульденвизе (нем. Muldenwiese)) — посёлок в Озёрском городском округе Калининградской области. 

## География
Посёлок расположен в 23 км на северо-запад от Озёрска, с юга примыкает к посёлку Лужки. 

## История
В 1938 году Мульдшелен был переименован в Мульденвизе, в 1946 году — в посёлок Медведевку.
До 2014 года посёлок входил в состав Новостроевского сельского поселения.

## Население
| 1910 | 1933 | 1939 | 2002 | 2010 |
| ---- | ---- | ---- | ---- | ---- |
| 130  | ↗159 | ↘158 | ↘77  | ↘66  |